# 有真香村
有真香村（あまかむら）は、かつて大阪府にあった村。「ありまか」とも呼ばれ、「天下」、「阿間河」、「阿理莫」とも表記された津田川中流域の古名に由来。

## 歴史
- 1889年（明治22年）4月1日 - 南郡神須屋村、八田村、土生滝村、阿間河滝村、真上新田が合併して、南郡有真香村が発足。大字八田に村役場を設置。
- 1896年（明治29年）4月1日 - 泉南郡が成立。
- 1910年（明治43年） - 大字真上新田を真上に改称。
- 1940年（昭和15年）6月1日 - 泉南郡東葛城村と共に岸和田市に編入される。

## 交通

### 道路
- 葛城街道